# 나가이 히토시
나가이 히토시(永井 均)는 일본의 가장 영향력 있는 철학자 중의 한 명이다. 니혼 대학교에서 철학을 가르치고 있다. 주요 연구 분야는 형이상학과 메타윤리학이다. 저서 중에는 독특한 형이상학적 관점으로 유아론을 해석한 《<아이>를 위한 철학(〈子ども〉のための哲学)》, 《전학생과 블랙 잭: 독재성을 둘러싼 세미나(転校生とブラック・ジャック――独在性をめぐるセミナー)》 등이 있다. 나가이의 철학은 비트겐슈타인으로부터 강한 영향을 받았으나 나가이는 비트겐슈타인이 자신의 철학적 작업에서 미처 다 밝히지 못한 유아론의 중요한 측면을 성공적으로 설명한다. 나가이는 (<나>와 같이) 유아론적 주제는 일반 언어를 사용하여 지적될 수 있으나 우리의 일반 언어의 독특한 기능 때문에 이러한 지적은 매번 실패하여야 한다고 강조한다. 그는 이러한 특성을 독재성(独在性)이라고 부른다.